# Melitaea varia
Melitaea varia es una mariposa de la familia Nymphalidae. Se encuentra en los Alpes a una altura de entre 1500 a 2600 metros, especialmente en los cantones suizos de Valais, Engadina y los Grisones. También se encuentra en la región de Ortles en Tirol del Sur, Alpes marítimos y Drôme en Francia, las zonas altas de Tirol en Austria y en las zonas altas en las montañas de los Apeninos como los Abruzos.

## Descripción
Su envergadura es de 24 a 28 mm. Hay una generación por año, las orugas hibernan en grupo.

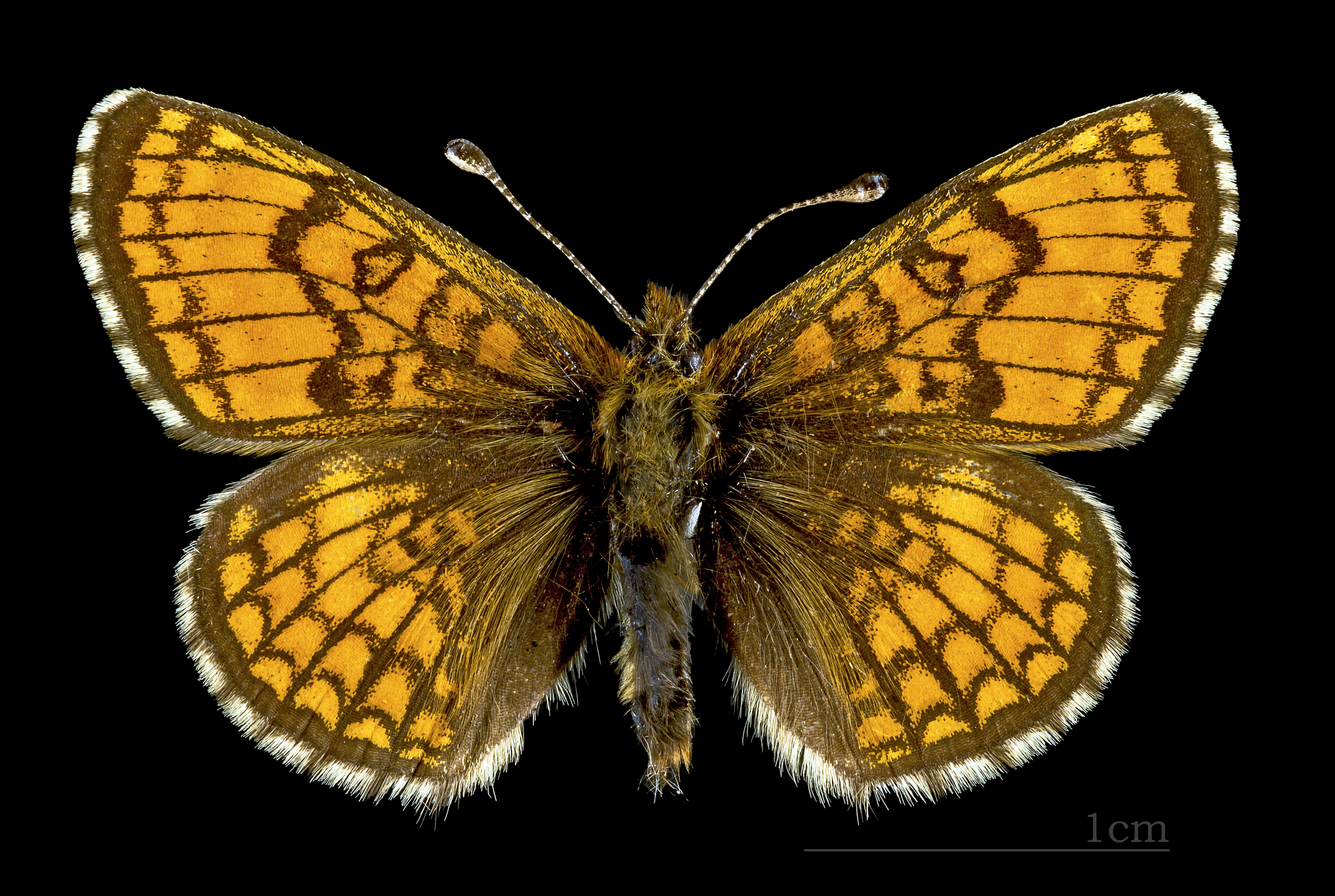
♂
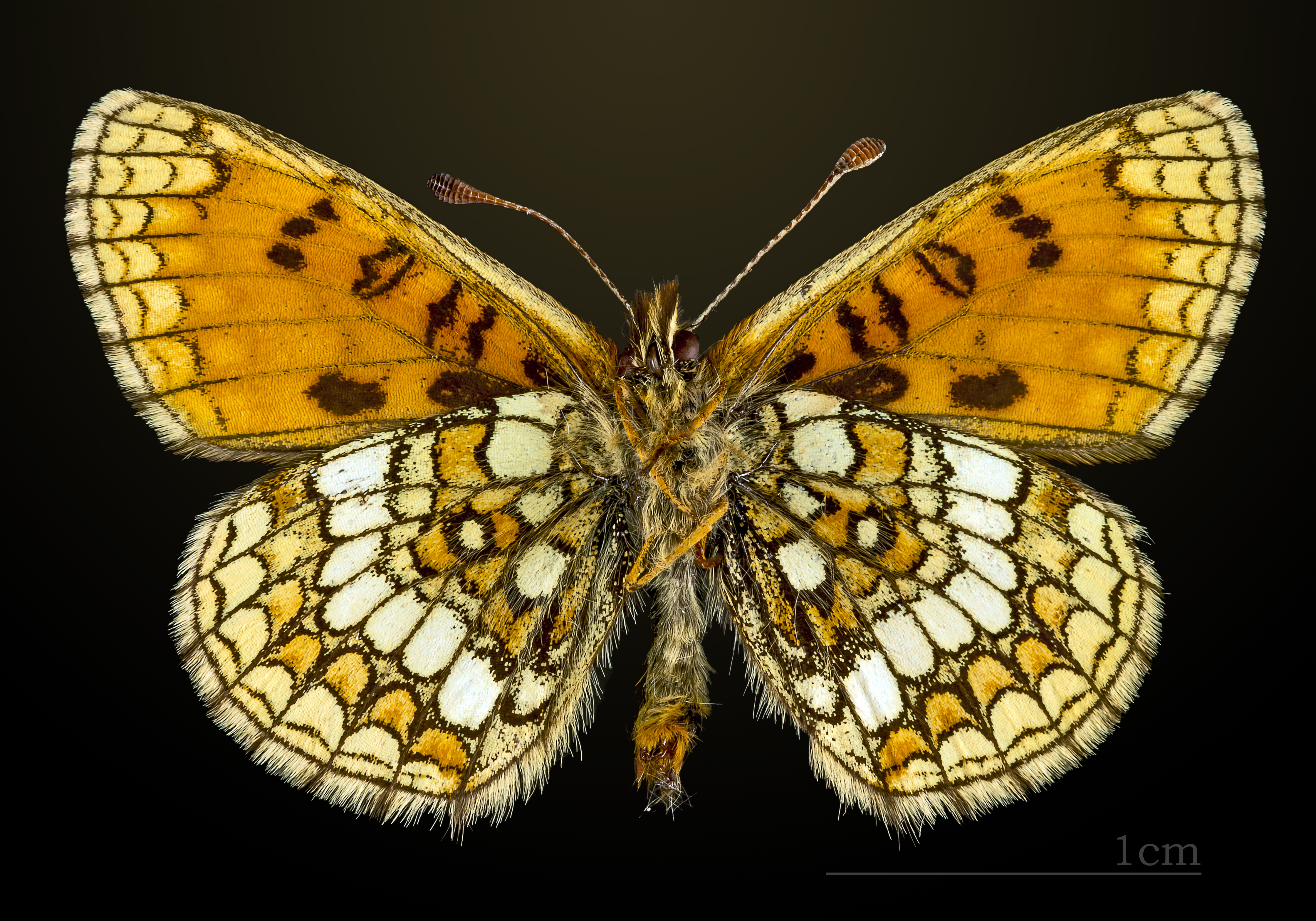
♂ △
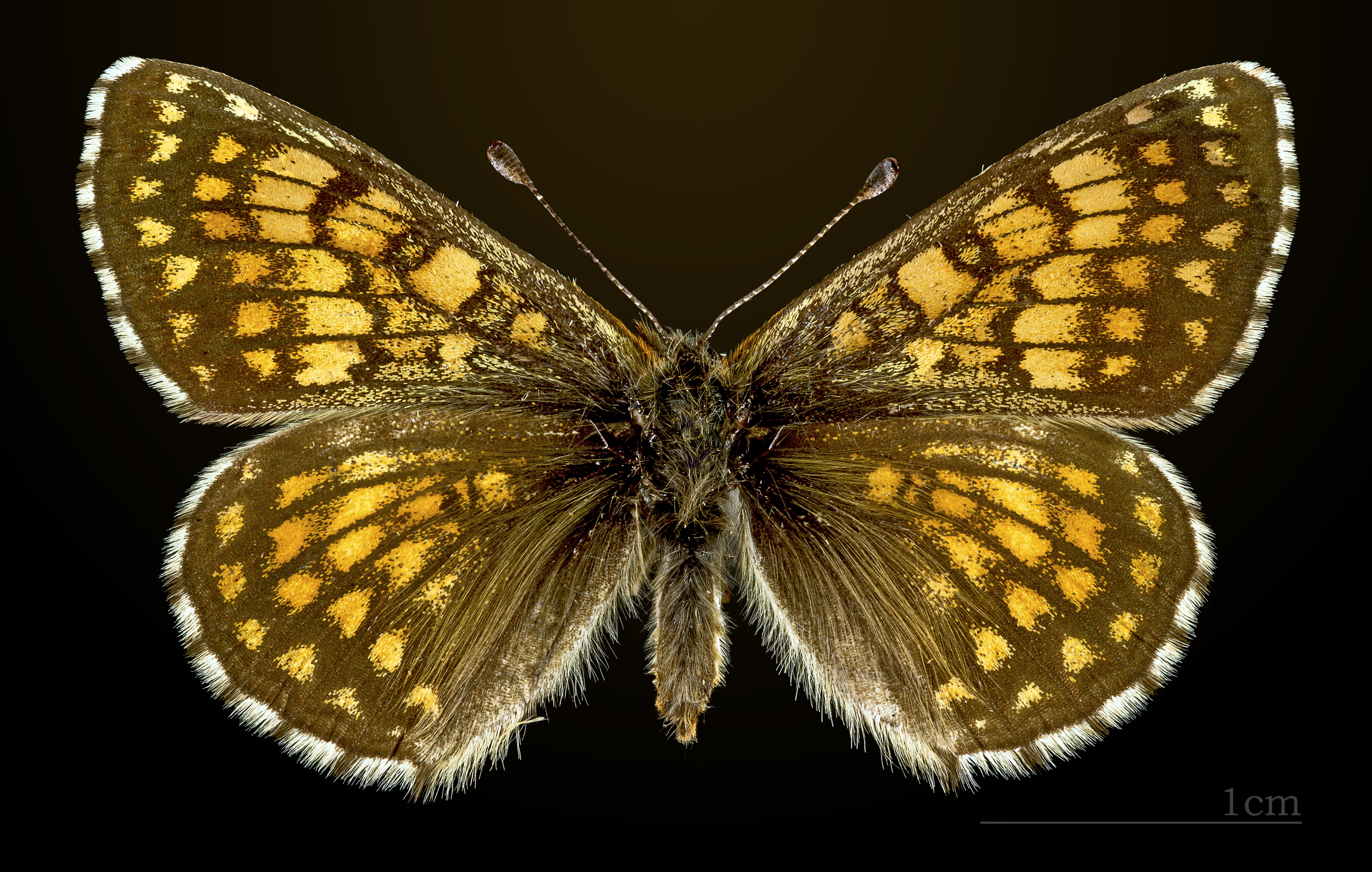
♀
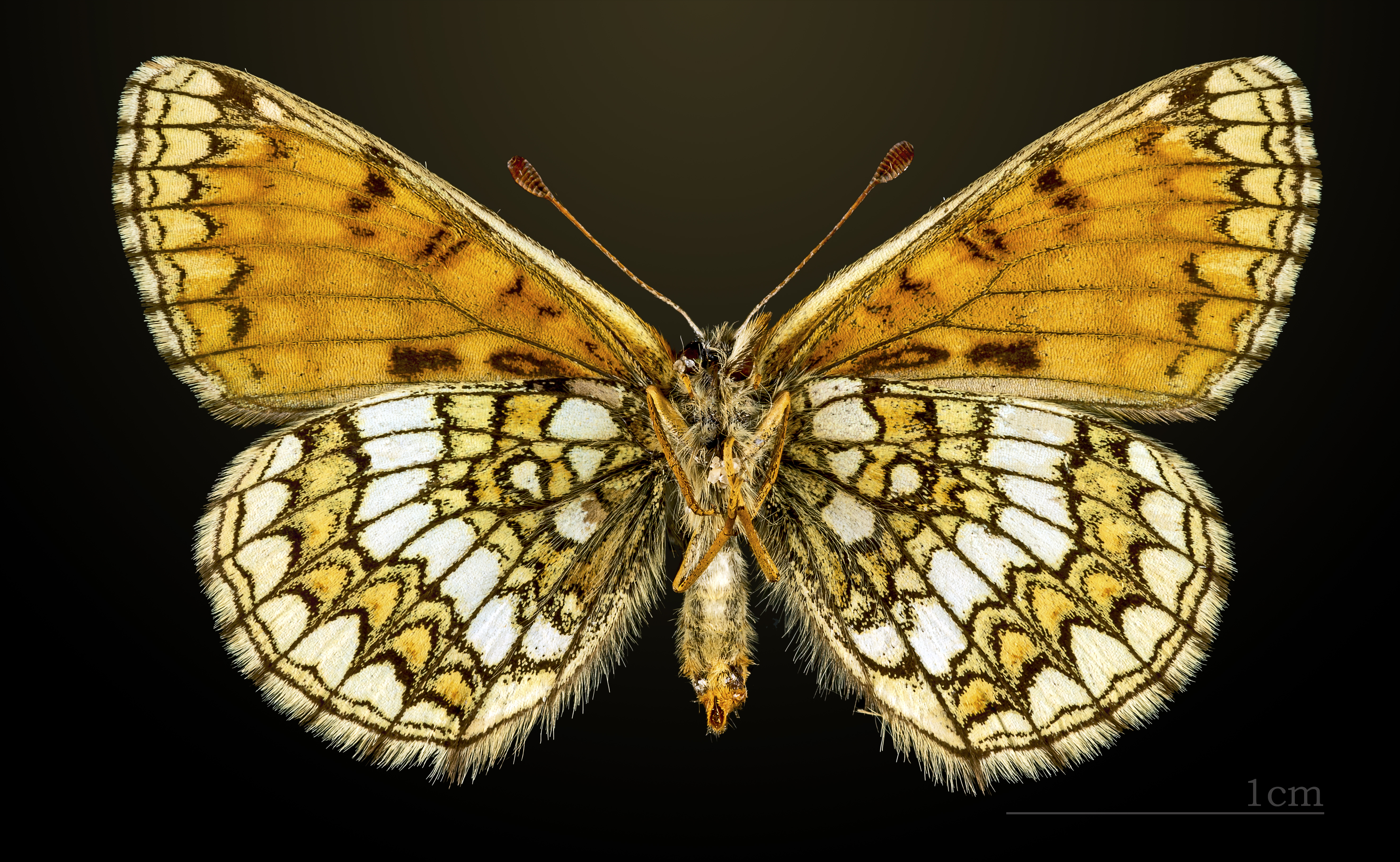
♀ △

## Biología
Las adultos vuelan en una generación desde finales de junio hasta finales de agosto; según su localización, prefieren prados y laderas llenas de flores. Normalmente, las hembras ponen los huevos en grandes grupos en su planta nutricia. Las orugas en sus primeros estados hibernan en grupo. Se alimentan de diversas plantas como Plantago alpina, Gentiana verna y Gentiana acaulis.

## Protección
La especie es considerada en Suiza como casi amenazada (NT)